# Hlohovec (district de Břeclav)
Pour les articles homonymes, voir Hlohovec (homonymie).
Hlohovec (en allemand : Bischofswarth) est une commune du district de Břeclav, dans la région de Moravie-du-Sud, en République tchèque. Sa population s'élevait à 1 303 habitants en 2020.

## Géographie
Hlohovec se trouve à 4 km au sud de Valtice, à 10 km à l'ouest-nord-ouest de Břeclav, à 49 km au sud-sud-est de Brno et à 223 km au sud-est de Prague.
La commune est limitée par Sedlec et Lednice au nord, par Břeclav à l'est, par Strachotín, Valtice au sud et à l'ouest.

## Histoire
La première mention écrite de la localité date de 1570.